# یواس‌اس لاورینگ (دی‌یی-۳۹)
یواس‌اس لاورینگ (دی‌یی-۳۹) (به انگلیسی: USS Lovering (DE-39)) یک کشتی بود که طول آن ۲۸۹ فوت ۵ اینچ (۸۸٫۲۱ متر) بود. این کشتی در سال ۱۹۴۳ ساخته شد.